# Belle Lisa ou Isabelle
 (juin 2019).
Si vous disposez d'ouvrages ou d'articles de référence ou si vous connaissez des sites web de qualité traitant du thème abordé ici, merci de compléter l'article en donnant les références utiles à sa vérifiabilité et en les liant à la section « Notes et références ».
Belle Lisa ou Isabelle (The Kid is All Right) est le sixième épisode de la vingt-cinquième saison de la série télévisée Les Simpson et le 536e épisode de la série. Il est sorti en première sur le réseau Fox le 24 novembre 2013.

## Synopsis
Lisa en chantant une chanson mélancolique réalise à quel point elle est seule à l'école. Lors d'un jour de pluie, elle est pourchassée par Bart qui lui tire des boulettes de papier, et elle se réfugie à la bibliothèque de l'école. En prenant un livre d'un rayon, Lisa découvre une nouvelle élève du nom d'Isabelle, qui lui ressemble en tout point niveau caractère. Lisa est heureuse de cette nouvelle amitié mais découvre qu'Isabelle est républicaine alors qu'elle-même est une fervente démocrate. Pire, les deux fillettes vont se présenter comme présidente du conseil étudiant. Lisa va tout faire pour comprendre les raisons du mouvement politique choisi par Isabelle.

## Réception
Lors de sa première diffusion l'épisode a attiré 6,78 millions de téléspectateurs.